# オレクサンドル・ククルバ
オレクサンドル・ヴァシリョヴィチ・ククルバ（ウクライナ語: Олександр Васильович Кукурба、英: Oleksandr Vasyliovich Kukurba、1994年9月18日 - 2022年7月26日）は、ウクライナの軍人、空軍少佐、ウクライナ空軍第299戦術航空旅団の主任、諜報部長、ウクライナ英雄（2022年）。

## 経歴
ニジニ・ヴェルビジ総合学校で学んだ。
ウクライナ空軍第299戦術航空旅団にて諜報部長を務め、兵役を終えた。
2022年ロシアのウクライナ侵攻の最中に、100回の出撃を行い、20台以上の戦車と約50台の装甲車両およびその他の手段の戦闘ユニット、ならびに300人以上の敵兵を破壊した。
2022年7月26日、100回目となる出撃に出るが、敵との戦闘の末撃墜され戦死した。28歳没。空中戦なのか、地上からの攻撃なのかは不明である。遺体は故郷の村に埋葬された。